# Большаков Сергій Володимирович
Большаков Сергій Володимирович (рос. Сергей Владимирович Большаков; нар. 6 червня 1988) — російський плавець.
Учасник Олімпійських Ігор 2012 року.